# بنيامين ليفيتش
بنيامين ليفيتش (جريجورفيتش ) (30 مارس , 1917 ,في خاركيف ,اوكرانيا – 19يناير , 1987 ,في إنغلوود ,نيوجيرسي , الولايات المتحدة الأمريكية ) كان عالم كيميائى وفيزيائى بارز عالميا ومؤسس نظام علم ديناميكا السوائل الكيميائية الفيزيائية .
- كان أحد طلاب عالم الفيزياء النظرية ليف لاندو .
- لقد اعتبر كتابه المشهور عالميا (علم ديناميكا السوائل الكيميائية الفيزيائية ) أفضل مساهمة قدمها للعلم .
- سميت معادلة ليفيتش باسمه وهي معادلة تصف مرور تيار في قطب ذات قرص دوار .
- شملت أنشطته البحثية ردود فعل تصادم الطور الغازى , الكيمياء الكهربية وميكانيكا الكم لنقل الإلكترون .
- لقد تسلم البروفيسور ليفيتش العديد من التكريمات طوال حياته، وتشمل جائزة أولين بالاديوم من المجتمع الأمريكي الكهروكيميائى عام 1973 .
- لقد انتخب كعضو أجنبي للأكاديمية النرويجية للعلوم عام 1977 , ومساعد أجنبي للأكاديمية الوطنية للهندسة بأمريكا عام 1982 .
- كان أيضا عضو بمنظمات علمية عديدة، وبالرغم من مغادرته للإتحاد السوفيتى عام 1978 , فإنه توجب عليه أن يتخلى عن الجنسية السوفيتية وبالتالى طرد من الأكاديمية الروسية للعلوم .
- لقد سمى المعهد التخصصى بجامعة مدينة نيويورك باسمه تكريما له .